# Горчив портокал
Горчивите портокали (Citrus × aurantium) са вид растения от семейство Седефчеви (Rutaceae).
Таксонът е описан за пръв път от шведския ботаник и зоолог Карл Линей през 1753 година.